# Joachim Christoph Moltke
Joachim Christoph Moltke (1699 – 1781) var en tyskfødt diplomat i dansk tjeneste.
Han var en ældre broder til den kendte statsmand grev Adam Gottlob Moltke og synes, ligesom flere andre medlemmer af slægten, kun en kortere tid at have været i dansk tjeneste, nemlig fra 1754 til 1764 som gesandt ved den tyske rigsdag i Regensburg; i de sidste syv år sammen med sin svigersøn, baron Ludwig Heinrich Bachoff von Echt. Moltke, der blev Ridder af Dannebrog i 1756 og desuden havde fået gehejmerådstitlen, antages at have haft et svageligt helbred og har næppe spillet nogen fremragende rolle. I 1725 ægtede Moltke Sophie Albertine baronesse von Wolzogen til Lohma i Sachsen (1703-1763), med hvem han havde en større børneflok, men af sønnerne blev kun den yngste knyttet til Danmark, nemlig gehejmeråd Anton Henrik Moltke.